# Elena Bordeian
Elena Bordeian, född 13 april 1898, död i februari 2010, var Moldaviens äldsta person någonsin. Hon bodde i Soroca-distriktet i Moldavien och blev 111 år.